# L-13 (滑空機)

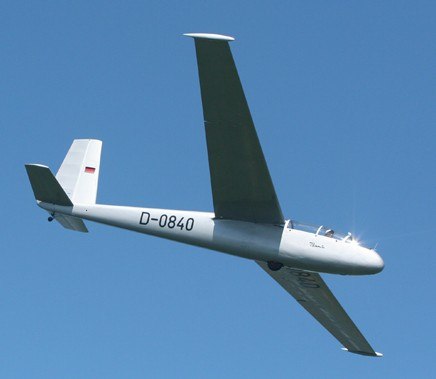
飛行中のL-13

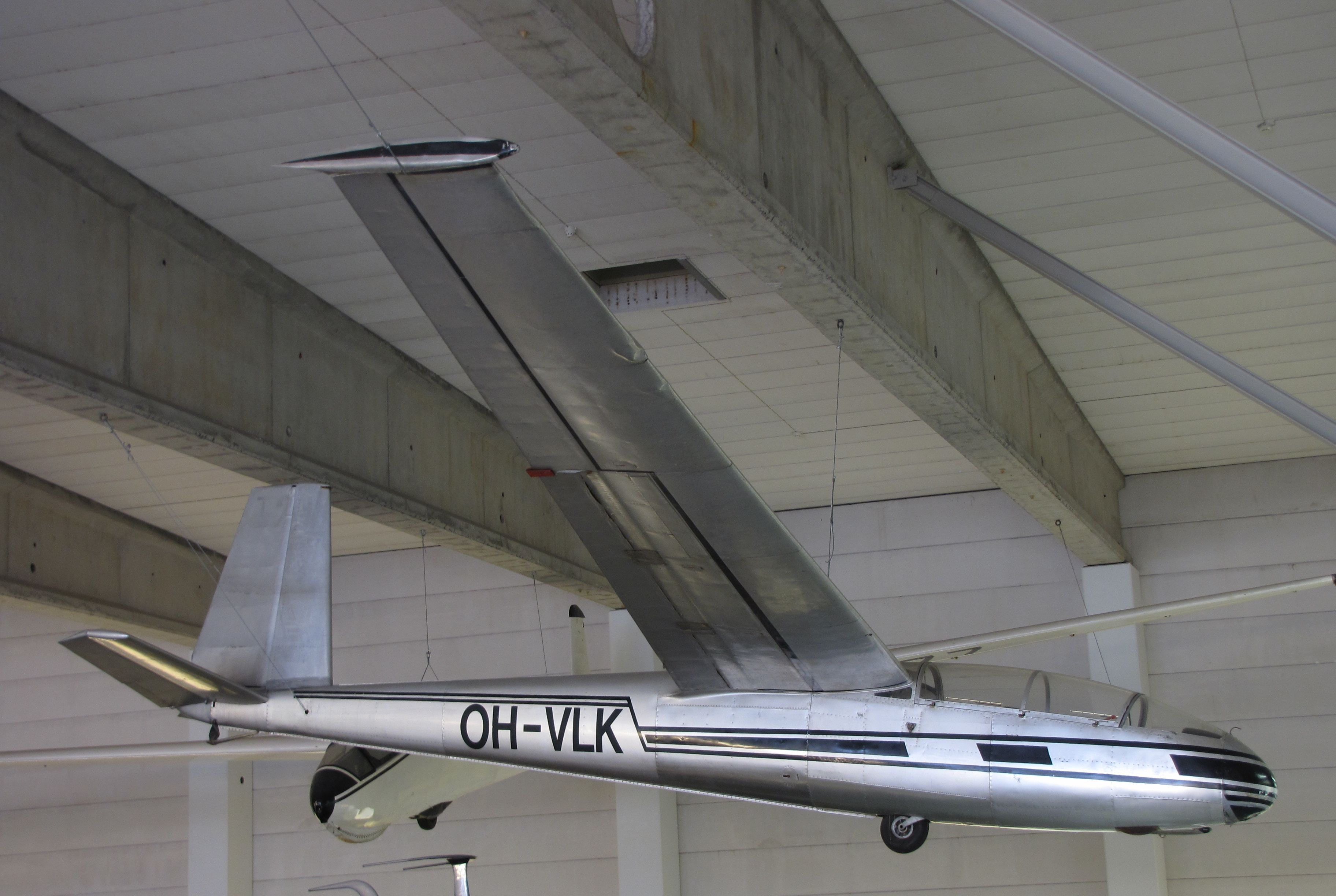
展示されているL-13

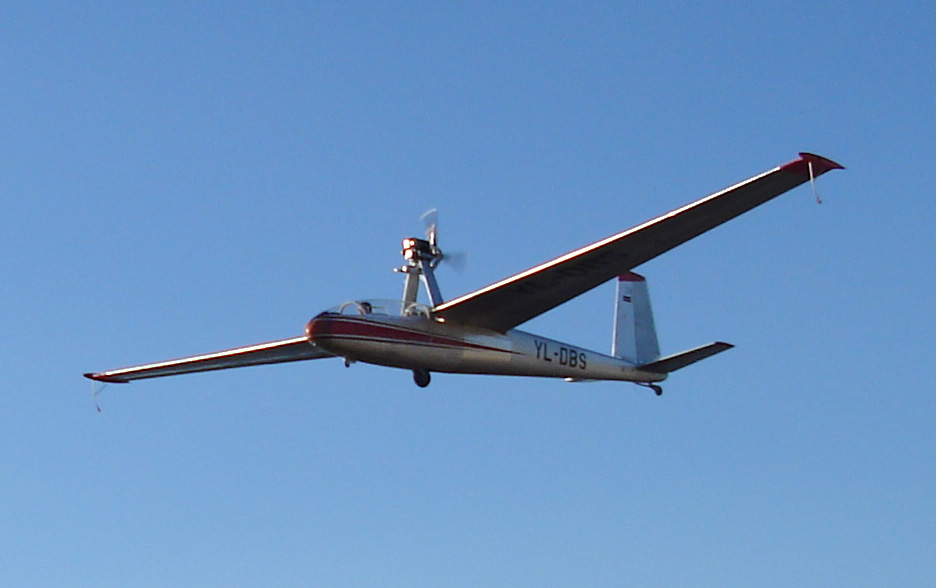
モータグライダー仕様の LET L-13M

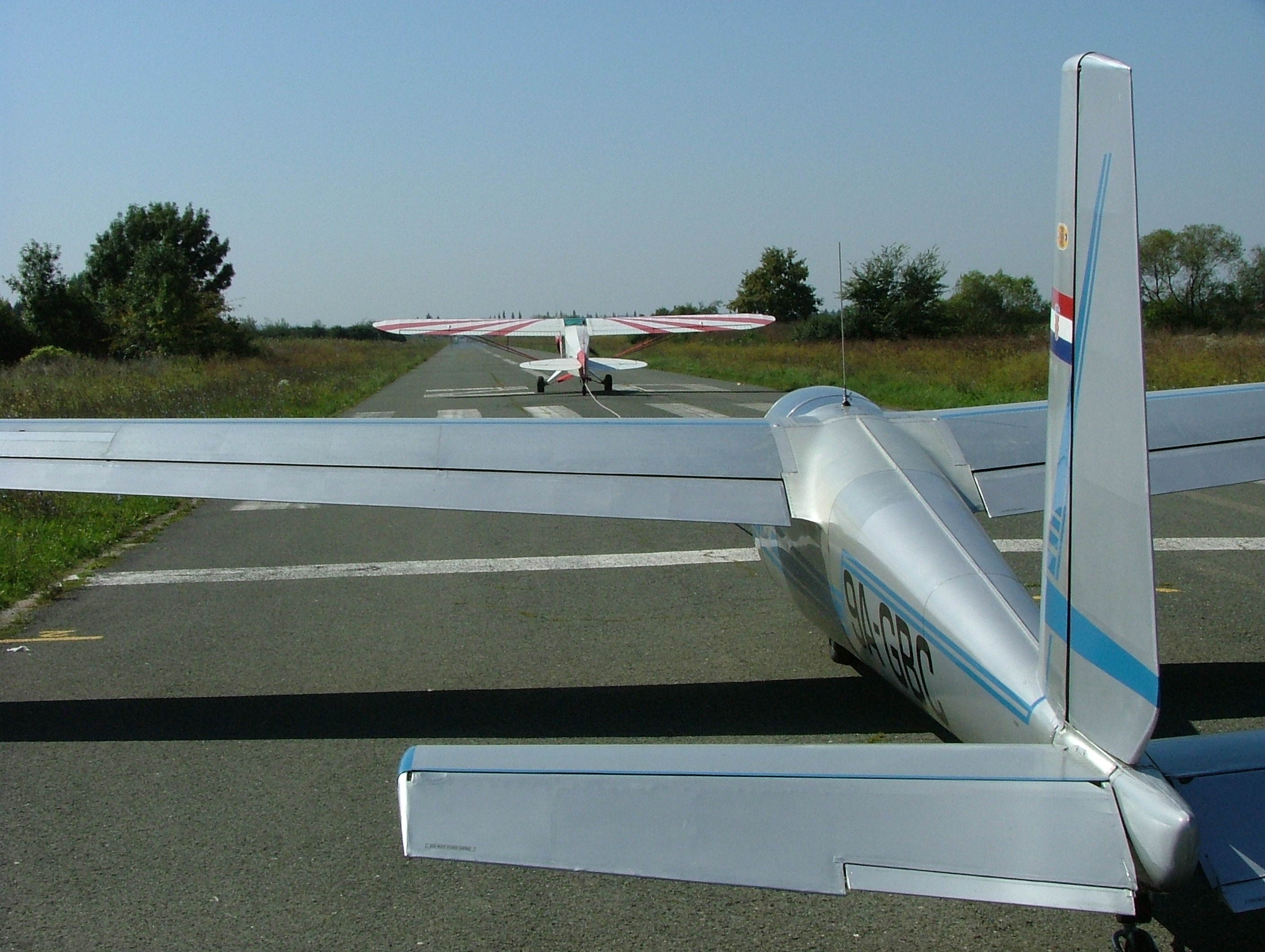
牽引されて離陸するL-13

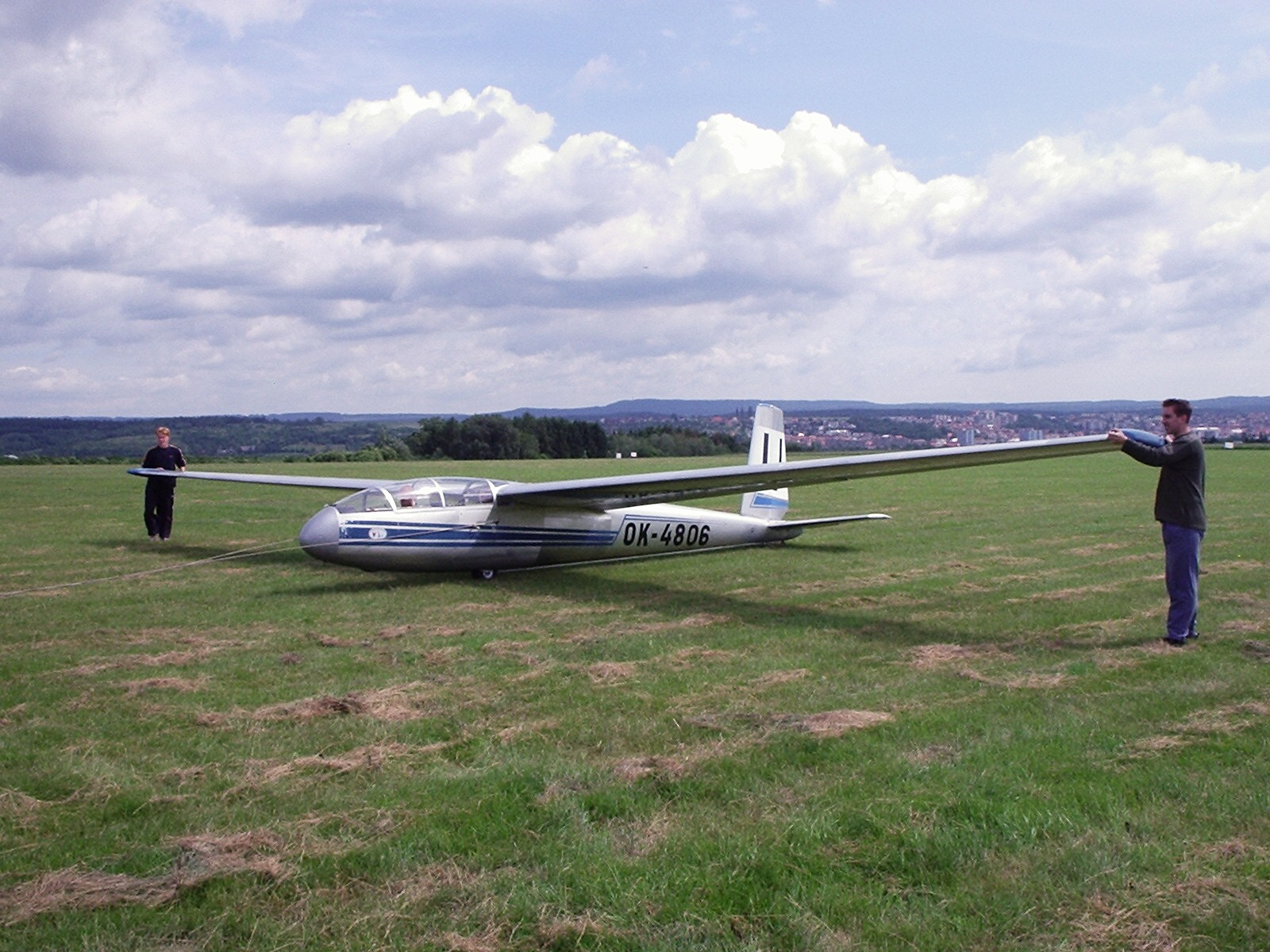
地上でのL-13

L-13ブラニック(チェコ語:L-13 Blaník)はLETクノヴィツェ社が開発した全金属製の複座グライダーである。日本での名称は「レット・ナドニー・ポドニク・クノビーチェ式L-13型」という。半格納式の主輪とフラップが特徴である。発展型としてT字型尾翼のL-23がある。1958年以来3,000機以上が製造された。アメリカ合衆国の空軍士官学校でもTG-10シリーズとして計21機が基礎訓練に使用される。

## 開発
L-13 ブラニックは1956年にVZLÚ LetňanyのKarel Dlouhýによってチェコで初めて層流翼を備えたグライダーであるXLF-207 Laminarの経験を元に設計された。
L-13は基礎飛行訓練や曲技飛行訓練やクロスカントリー訓練に切り替えられる訓練用グライダーとして開発された。
金属製でNACA層流翼と多くのソビエト航空産業の標準的な手法による部材等、設計概念は実績のある技術と試験的な技術が組み合わされたものとなった。
ブラニックは1958年から生産が始まり廉価で堅牢で耐久性に優れており、飛行、運用しやすい為にすぐに普及した。
ソビエト連邦の影響下の国々のみならず西ヨーロッパや北アメリカ等に多数が輸出された。総生産機数は2650機で派生機種を含めると3000機以上になる。初飛行から半世紀以上が経過しているにもかかわらず、今尚、世界中で最も普及したグライダーである。
適切な性能を満たす程度にすぎないものの、1960年代のクロスカントリー部門においてブラニックは多くの複座の長距離飛行記録を樹立した。
ブラニックは1956年と1956年にチェコスロバキアのチームが世界チャンピオンになったDémantとL-21 Spartak単座機の設計の影響を受けている。

## 仕様
出典=英語版記事より
- 乗員:2人
- 全長:8.40m
- スパン:16.2m
- アスペクト比:13.7
- 全高:2.08m
- 翼面積:19.15m2
- 無積載時重量:292kg
- 最大離陸重量:500kg
- 超過禁止速度:253km/h
- 翼面荷重:19 - 26kg/m2
- 失速速度:55km/h(フラップ不使用では+4km/h)
- 最小沈下速度:0.82 m/s at 77km/h
- 最良滑空比: 28:1 at 90km/h